# 読売ニュースナビ
読売ニュースナビ（よみうり-）は、日テレG+が2002年から2012年まで放送していたニュース解説番組。製作は読売新聞東京本社。

## 概要
G+が開局した2002年に放送開始。毎回、読売新聞東京本社の記者をゲストに迎え、様々な社会問題について解説する内容だった。
- 毎月1回、橋本五郎特別編集員をパーソナリティーに迎え、「橋本五郎流」と題した月間のニュース分析をおこなった他、随時放送時間を拡大して、注目の著名人へのインタビュー「直言・直答」というコーナーが放送される日もあった。
- 一部は放送後ネット配信された。
- 2010年4月以後は本編の後、読売新聞映像部が制作するミニ番組（とことん!歴史館他）を組み合わせて放送していた。
- 2012年の春季改編で、日テレ系列のCS放送の棲み分けを図ることになり、報道番組を日テレNEWS24に事実上一本化して、日テレG+はスポーツコンテンツにする方針から、同年3月に終了した。

## 放送日時
- 初回　月曜日から木曜日22:10-22:40
- 再放送　火曜日から金曜日10:00-10:30、11:15-11:45、16:40-17:10

## 司会者
- 中谷久美子
- 野中美里

## 関連番組
- 読売新聞ニュース